# Барнс, Питер
Питер Саймон Барнс (англ. Peter Simon Barnes; родился 10 июня 1957, Манчестер) — английский футболист, левый вингер, выступавший за ряд английских клубов и за национальную сборную Англии.

## Клубная карьера
Уроженец Манчестера, Барнс играл за местные школьные футбольные команды, а в июле 1972 года начал тренироваться в академии «Манчестер Сити». В основном составе «Сити» дебютировал 9 октября 1974 года в матче Кубка Футбольной лиги против «Манчестер Юнайтед» на стадионе «Олд Траффорд». 19 марта 1975 года забил свой первый гол за «Манчестер Сити» в матче Первого дивизиона против «Карлайл Юнайтед». В сезоне 1975/76 помог «голубым» выиграть Кубок Футбольной лиги, забив гол в финале против «Ньюкасл Юнайтед». В 1976 году Барнс был признан лучшим молодым игроком года в Англии по версии Профессиональной футбольной ассоциации (PFA). Выступал за «Сити» до 1979 года, сыграв в общей сложности 161 матч и забив 22 мяча.
В 1979 году Питер Барнс был продан в «Вест Бромвич Альбион» за 748 000 фунтов, что стало рекордным трансферов в истории «дроздов». В сезоне 1979/80 Барнс забил за «Вест Бромвич» 15 мячей в лиге, а «дрозды» заняли 10-е место в Первом дивизионе. В следующем сезоне команда Рона Аткинсона финишировала на четвёртом месте чемпионата. В 1981 году Барнс перешёл в «Лидс Юнайтед» за 750 000 фунтов плюс 180 000 «тарифных сборов». Позднее, уже в 2009 году, газета «Гардиан» включила этот трансфер в список «6 самых ужасных трансферов» английского футбола. Главный тренер «Лидса» Аллан Кларк использовал Барнса на непривычной для того позиции нападающего. В результате Барнс забил только 1 мяч в 30 матчах чемпионата, а «Лидс» по итогам сезона 1981/82 выбыл во Второй дивизион. Уже в феврале 1982 года Барнс потребовал выставить себя на трансфер. Также «Лидс» оштрафовал его на 750 фунтов за «оскорбительные высказывания» о клубе в газетах. Кларк пытался обменять Барнса на Гарри Бертлса из «Ноттингем Форест», а затем на Тревора Фрэнсиса из «Манчестер Сити», но безрезультатно.
Сезон 1982/83 Барнс провёл в Испании, выступая за «Реал Бетис», после чего вернулся на «Элланд Роуд», сыграв за «Лидс Юнайтед» 27 матчей и забив 4 мяча во Втором дивизионе в сезоне 1983/84. В 1984 году был арендован «Манчестер Юнайтед», но официальных матчей за клуб не провёл, и в том же году перешёл в «Ковентри Сити» за 50 000 фунтов. В сезоне 1984/85 провёл за «Ковентри» 18 матчей и забил 2 мяча.
В июле 1985 года перешёл в «Манчестер Юнайтед» за 50 000 фунтов. «Манчестер Юнайтед» тогда тренировал Рон Аткинсон, под руководством которого Барнс играл за «Вест Бромвич». В составе «красных дьяволов» Питер дебютировал 31 августа 1985 года в матче против «Ноттингем Форест», отличившись забитым мячом. Твёрдым игроком основы в «Манчестер Юнайтед» Барнс не стал, выступая, по сути, в роли дублёра датского вингера Йеспера Ольсена. В сезоне 1985/86 провёл за команду 18 матчей и забил 3 мяча.
В сезоне 1986/87 после прихода в клуб Алекса Фергюсона практически перестал попадать в основной состав, сыграв за весь сезон только 7 матчей. После одного из неудачных матчей Фергюсон собирался «устроить разнос» Барнсу, когда игроки принимали общую ванну после игры. Барнс, издалека услышав приближение разъярённого тренера, нырнул в ванну с головой, спрятавшись от него и на время избежав публичной «головомойки». Всего Барнс провёл за «Юнайтед» 25 матчей и забил 4 мяча.
В 1987 году Барнс вернулся в «Манчестер Сити», но вскоре перестал попадать в основной состав и отправился в аренду в «Болтон Уондерерс», а затем в «Порт Вейл» и «Уимблдон». В 1988 году покинул «Манчестер Сити», став игроком «Халл Сити». В дальнейшем часто менял команды, сыграв за португальский клуб «Фаренсе» (дважды, в 1988 и 1992 году), английские «Болтон Уондерерс», «Сандерленд», «Стокпорт Каунти», «Бери», «Стаффорд Рейнджерс», «Нортуич Виктория», «Рэдклифф Боро» и «Моссли», австралийский «Футскрей ЮЮФК», ирландский «Дроэда Юнайтед», американский «Тампа-Бэй Раудис», валлийский «Рексем», мальтийский «Хамрун Спартанс» и североирландский «Клифтонвилл», пока не завершил карьеру игрока ноябре 1992 года.

## Карьера в сборной
С 1976 по 1978 провёл девять матчей за сборную Англии до 21 года, забив два мяча (оба — в матчах против Норвегии 1 июня и 6 сентября 1977 года).
16 ноября 1977 года дебютировал в составе первой сборной Англии в матче против сборной Италии на «Уэмбли»; матч завершился победой англичан со счётом 2:0. 13 мая 1978 года забил свой первый мяч за сборную в матче домашнего чемпионата Британии против сборной Уэльса. В 1978 и 1979 году провёл пять матчей в рамках отборочного турнира к чемпионату Европы 1980 года, забив гол в ворота сборной Болгарии, однако Рон Гринвуд не вызвал его на финальный турнир в Италии. В 1981 году Барнс сыграл два матча в рамках отборочного турнира к чемпионату мира, но вновь не был приглашён на финальный турнир в Испании. 25 мая 1982 года провёл свой последний матч за сборную: это была товарищеская игра против сборной Нидерландов. Всего Питер Барнс провёл за сборную Англии 22 матча и забил 4 мяча.

## После завершения карьеры игрока
После завершения игровой карьеры Барнс пытался начать тренерскую карьеру. В 1998 году он короткое время возглавлял футбольную сборную Гибралтара, а затем английский клуб «Ранкорн». Впоследствии работал в тренерском штабе «Манчестер Сити» и на радио BBC в Манчестере, где вёл программу Sport At Six. В 2010-е годы работал в Малайзии в качестве комментатора матчей английской Премьер-лиги, а также открывал футбольные школы для малообеспеченных малайских детей.

## Личная жизнь
Отец Питера, Кен, также был профессиональным футболистом и играл за «Манчестер Сити», где был капитаном, а впоследствии работал скаутом клуба. Кумиром Питера Барнса в молодости был Джордж Бест.

## Достижения
Командные достижения
- Обладатель Кубка Футбольной лиги: 1976[6]

Личные достижения
- Молодой игрок года по версии ПФА: 1976[7]

## Статистика выступлений
| Клуб                      | Сезон   | Дивизион                     | Лига | Лига | Кубок Англии | Кубок Англии | Прочие | Прочие | Итого | Итого |
| Клуб                      | Сезон   | Дивизион                     | Игры | Голы | Игры         | Голы         | Игры   | Голы   | Игры  | Голы  |
| ------------------------- | ------- | ---------------------------- | ---- | ---- | ------------ | ------------ | ------ | ------ | ----- | ----- |
| Манчестер Сити            | 1974/75 | Первый дивизион              | 3    | 1    | 1            | 0            | 1      | 0      | 5     | 1     |
| Манчестер Сити            | 1975/76 | Первый дивизион              | 28   | 3    | 1            | 0            | 7      | 2      | 36    | 5     |
| Манчестер Сити            | 1976/77 | Первый дивизион              | 21   | 2    | 0            | 0            | 2      | 0      | 23    | 2     |
| Манчестер Сити            | 1977/78 | Первый дивизион              | 34   | 8    | 2            | 1            | 9      | 2      | 45    | 11    |
| Манчестер Сити            | 1978/79 | Первый дивизион              | 29   | 1    | 3            | 1            | 10     | 1      | 43    | 3     |
| Манчестер Сити            | Итого   | Итого                        | 123  | 15   | 7            | 2            | 31     | 5      | 161   | 22    |
| Вест Бромвич Альбион      | 1979/80 | Первый дивизион              | 38   | 15   | 2            | 0            | 5      | 0      | 45    | 15    |
| Вест Бромвич Альбион      | 1980/81 | Первый дивизион              | 39   | 8    | 2            | 1            | 6      | 1      | 47    | 10    |
| Вест Бромвич Альбион      | Итого   | Итого                        | 77   | 23   | 4            | 1            | 11     | 1      | 92    | 25    |
| Лидс Юнайтед              | 1981/82 | Первый дивизион              | 31   | 1    | 0            | 0            | 2      | 0      | 33    | 1     |
| Реал Бетис                | 1982/83 | Ла Лига                      | 16   | 1    | 2            | 0            |        |        |       |       |
| Лидс Юнайтед              | 1983/84 | Второй дивизион              | 27   | 4    | 1            | 0            | 3      | 1      | 31    | 5     |
| Ковентри Сити             | 1984/85 | Первый дивизион              | 18   | 2    | 0            | 0            | 1      | 0      | 19    | 2     |
| Манчестер Юнайтед         | 1985/86 | Первый дивизион              | 13   | 2    | 0            | 0            | 5      | 1      | 18    | 3     |
| Манчестер Юнайтед         | 1986/87 | Первый дивизион              | 7    | 0    | 0            | 0            | 2      | 1      | 9     | 1     |
| Манчестер Юнайтед         | Итого   | Итого                        | 20   | 2    | 0            | 0            | 7      | 2      | 27    | 4     |
| Манчестер Сити            | 1986/87 | Первый дивизион              | 8    | 0    | 0            | 0            | 1      | 0      | 9     | 0     |
| Манчестер Сити            | 1987/88 | Второй дивизион              | 0    | 0    | 0            | 0            | 1      | 0      | 1     | 0     |
| Манчестер Сити            | Итого   | Итого                        | 8    | 0    | 0            | 0            | 2      | 0      | 10    | 0     |
| Болтон Уондерерс (аренда) | 1987/88 | Четвёртый дивизион           | 2    | 0    | 0            | 0            | 0      | 0      | 2     | 0     |
| Порт Вейл (аренда)        | 1987/88 | Третий дивизион              | 3    | 0    | 0            | 0            | 0      | 0      | 3     | 0     |
| Халл Сити                 | 1987/88 | Второй дивизион              | 11   | 0    | 0            | 0            | 0      | 0      | 11    | 0     |
| Болтон Уондерерс          | 1988/89 | Третий дивизион              | 3    | 0    | 1            | 0            | 0      | 0      | 4     | 0     |
| Сандерленд                | 1988/89 | Второй дивизион              | 1    | 0    | 0            | 0            | 0      | 0      | 1     | 0     |
| Бери                      | 1989/90 | Третий дивизион              | 0    | 0    | 0            | 0            | 1      | 0      | 1     | 0     |
| Фаренсе                   | 1988/89 | Примейра                     | 1    | 0    |              |              |        |        |       |       |
| Футскрей ЮЮФК             | 1989    | Национальная футбольная лига | 2    | 0    |              |              |        |        |       |       |
| Тампа-Бэй Раудис          | 1990    | APSL                         | 11   | 1    |              |              |        |        |       |       |
| Нортуич Виктория          | 1990/91 | Конференция                  | 7    | 0    |              |              |        |        |       |       |
| Рексем                    | 1991/92 | Четвёртый дивизион           | 0    | 0    | 0            | 0            | 0      | 0      | 0     | 0     |

### Выступления за сборную
| Сборная Англии | Сборная Англии | Сборная Англии |
| Год            | Игры           | Голы           |
| -------------- | -------------- | -------------- |
| 1977           | 1              | 0              |
| 1978           | 8              | 2              |
| 1979           | 6              | 2              |
| 1980           | 1              | 0              |
| 1981           | 5              | 0              |
| 1982           | 1              | 0              |
| Итого          | 22             | 4              |